# Яни, Ахмад
Ахмад Яни (индон. Ahmad Yani, в старой орфографии — Achmad Yani; 19 июня 1922 года, Дженар — 1 октября 1965 года, Джакарта) — индонезийский военный деятель. Генерал-лейтенант; посмертно повышен в звании до генерала. Национальный герой Индонезии. С 1963 по 1965 годы — начальник штаба сухопутных войск Национальной армии Индонезии. Во время попытки государственного переворота, совершённой левой группировкой «Движение 30 сентября», убит мятежниками в собственном доме.

## Ранние годы жизни
Ахмад Яни родился 19 июня 1922 года в центральнояванской деревне Дженар, в семье Сарджо бин Сухарьо (индон. Sarjo bin Suharyo) и Муртини (индон. Murtini); на момент рождения Ахмада его отец был рабочим сахарной фабрики в Вонгсореджо. В 1927 году семья Яни переехала в Батавию (ныне Джакарта), где Вонгсореджо устроился на работу слугой генерала Королевской голландской ост-индской армии (КНИЛ; нидерл. Koninklijk Nederlands Indisch Leger, KNIL). Проживая в Батавии, Яни получал образование в соседнем городе Бейтензорг (ныне Богор), окончив там начальную (1935) и среднюю (1938) школы и поступив в старшую.
В 1940 году ему пришлось уйти из второго класса старшей школы, так как он был призван в ряды КНИЛ. На военной службе Яни изучал военную топографию в Маланге и Богоре, ему было присвоено звание сержанта. Однако его обучение было прервано вторжением в Индонезию японских войск.
Во время японской оккупации Индонезии семья Яни вернулась в Центральную Яву. В 1943 году Яни вступил в ополчение ПЕТА (индон. PETA, от индон. Pembela Tanah Air — «Защитники Отечества»), созданное японской администрацией из числа индонезийцев. Вместе с другими военнослужащими ПЕТА, проходил обучение в военном училище Магеланге. После окончания училища Яни выразил желание продолжать учёбу, после чего был направлен сначала в Богор, где прошёл обучение на командира взвода, а затем вновь в Магеланг — на этот раз в качестве преподавателя.

## Карьера в индонезийской армии

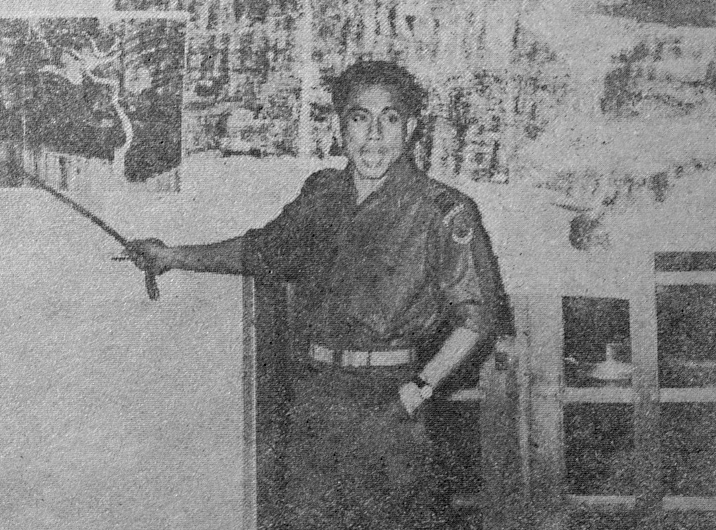
Полковник Ахмад Яни на брифинге перед началом «Операции 17 августа». 1958 год

После того, как в 1945 году была провозглашена независимость Индонезии, Ахмад Яни поступил на службу в армию молодого государства, став командующим войсками в Пурвокерто. В первые месяцы войны за независимость он отличился в боях под Магелангом; батальон, которым он командовал, участвовал в освобождении города от британских войск. Позже Яни командовал индонезийскими войсками, успешно защищавшими Магеланг от голландцев. В начале 1949 года под руководством Яни было произведено несколько успешных партизанских операций против голландцев: они создали благоприятные условия для проведения одной из самых масштабных войсковых операций войны за независимость — возвращения Джокьякарты, временной столицы Индонезии, занятой голландскими войсками.
После окончания войны за независимость, Яни был направлен на службу в центральнояванский город Тегал. В 1952 году он возглавил группу войск специального назначения, получившую название «Бантенг рейдерс» (англ. Banteng Raiders): эта группа была создана с целью борьбы с повстанцами группировки Даруль Ислам, стремившейся к построению в Индонезии исламского государства. В последующие три года «Бантенг рейдерс» удалось полностью разгромить силы Даруль Ислам.
В декабре 1955 года Яни был командирован за рубеж, где обучался в командно-штабном колледже Форт Ливенворт (штат Канзас, США); также он прошёл военное обучение в Великобритании. После возвращения в Индонезию в 1956 году он был назначен членом Генерального штаба Национальной армии Индонезии, а затем стал заместителем начальника штаба сухопутных войск Абдула Хариса Насутиона по логистике.
В августе 1958 года Яни командовал операцией по разгрому войск Революционного правительства Республики Индонезии (РПРИ) на Западной Суматре, известной как «Операция 17 августа» (англ. Operation August 17). Под его командованием правительственная армия сумела разгромить повстанцев. 23 июня 1962 года Яни сменил Насутиона на посту начальника штаба сухопутных войск; заняв эту должность, он автоматически вошёл в состав кабинета.
В начале 1960-х годов Яни был фигурой, приближённой к президенту Сукарно, и испытывал к последнему большую личную преданность. По свидетельствам очевидцев, ему принадлежит следующее высказывание: «Тот, кто осмелится наступить на тень Бунга Карно, должен будет сначала переступить через мой труп» (индон. Siapa yang berani menginjak bayang-bayang Bung Karno, harus terlebih dahulu melangkahi mayat saya). При этом, как и большинство высших армейских офицеров, Яни выступал против роста влияния Коммунистической партии Индонезии, пользовавшейся определённой поддержкой президента. 31 мая 1965 года Яни и Насутион получили от Сукарно приказ о приведении армии в боевую готовность, но намеренно затягивали его выполнение.

## Смерть

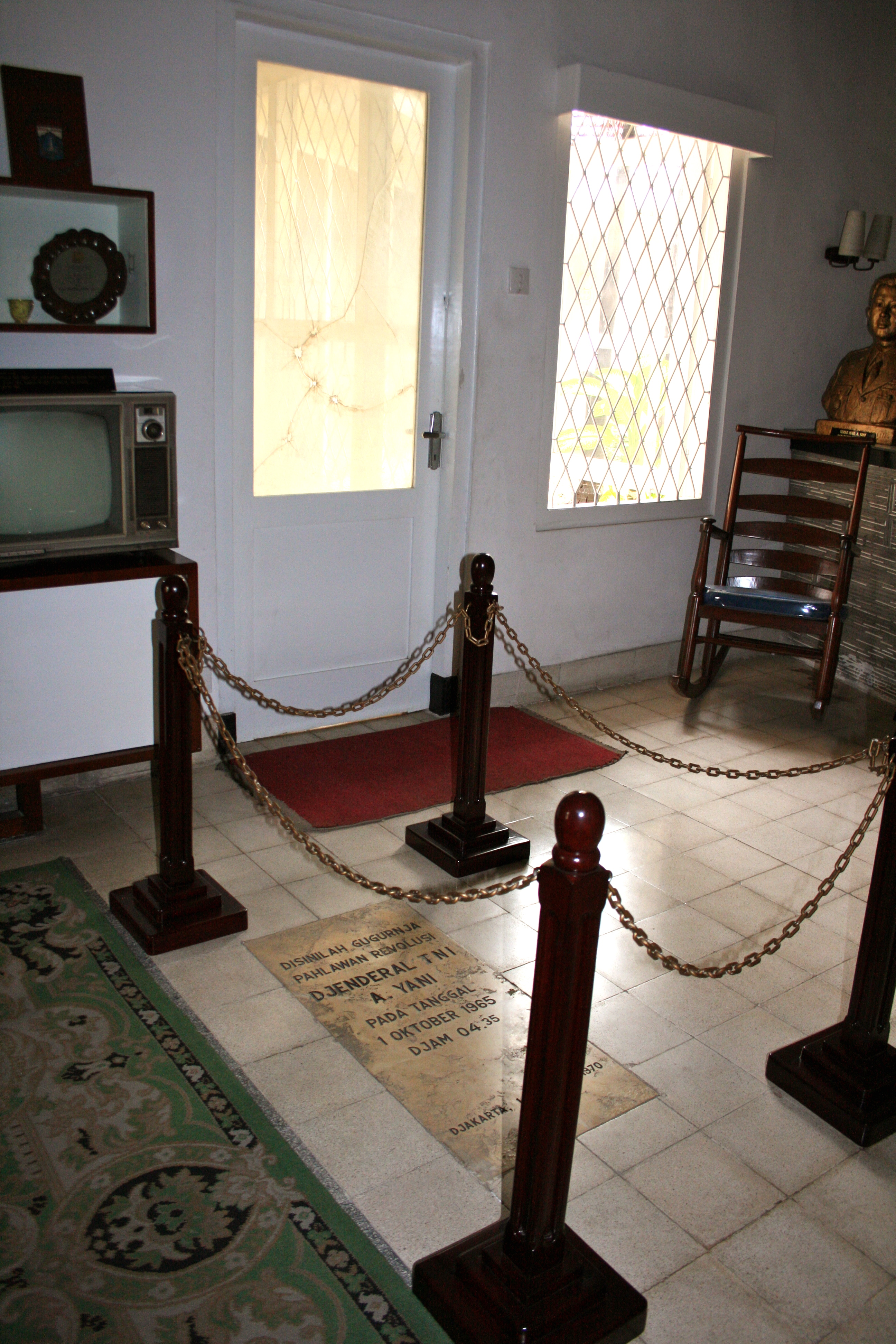
Дом-музей Ахмада Яни. На месте, где был убит генерал, установлена мемориальная доска. Видны следы пуль на входной двери.

В ночь с 30 сентября на 1 октября 1965 года левая военная группировка, известная как «Движение 30 сентября» и состоящая в основном из младших офицеров, предприняла попытку государственного переворота. По приказу руководителей Движения, было организовано похищение представителей высшего армейского командования, в том числе и Ахмада Яни.
Дом Яни располагался в джакартском пригороде Ментенг (ныне — в черте Джакарты), на улице Джалан Латухахари, 6 (индон. Jalan Latuhahary, 6). Согласно воспоминанием Яю Рулии Сутовирьо Ахмад Яни (индон. Yayu Rulia Sutowiryo Ahmad Yani), жены генерала, обычно их дом охраняли одиннадцать военнослужащих, однако за неделю до попытки переворота охрана была усилена — для защиты семьи начальника штаба было дополнительно выделено ещё шестеро солдат. Позже выяснилось, что эти солдаты служили в полку полковника Латифа, одного из руководителей «Движения 30 сентября», и, по словам жены Яни, в ночь на 1 октября их не было на своих постах. Около 21 часа 30 сентября в доме семьи Яни начали раздаваться телефонные звонки; голос на другом конце провода либо молчал, либо спрашивал, сколько сейчас времени. Звонки продолжались до часу ночи. Около 23 часов жена Яни уехала праздновать свой день рождения в кругу друзей и родственников, оставил дома мужа и детей; позже она рассказывала, что, уезжая из дома, заметила в близлежащих кустах силуэты людей: это навело её на мысль, что за домом установлено наружное наблюдение. К этому времени дом генерала действительно был под наблюдением группы мятежников численностью около 200 человек, окруживших его.
Войдя в дом, мятежники объявили генералу, что он должен немедленно явиться к президенту Сукарно, в ответ на что Яни попросил дать ему помыться и переодеться. Получив отказ, Яни вышел из себя, ударив одного из солдат, и потребовал от мятежников немедленно покинуть его дом. После этого мятежники открыли огонь, в результате чего генерал был убит на месте.
Тело Яни, вместе с телами других военных, похищенных и убитых по приказу лидеров «Движения 30 сентября», было отвезено мятежниками в предместье Джакарты Лубанг Буайя (индон. Lubang Buaya — буквально «крокодилья яма»). Там вместе с телами других жертв заговорщиков оно было брошено в пересохший колодец. Из колодца тела убитых были извлечены только 4 октября, после поражения мятежа.

## Память

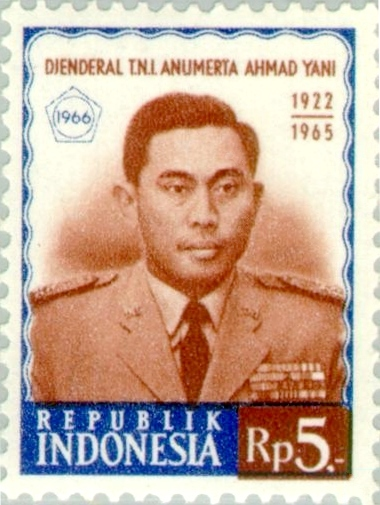
Ахмад Яни на почтовой марке Индонезии. 1966 год

Тело Яни, вместе с телами других убитых военных, 5 октября было перезахоронено с государственными почестями на Кладбище Героев Калибата в одноимённом районе Джакарты. В тот же день Яни и его сослуживцам, убитым повстанцами, президентским декретом под номером 111/KOTI/1965 было посмертно присуждено почётное звание Героев индонезийской революции; этим же декретом Яни был посмертно повышен в звании до четырёхзвездного генерала. В 2009 году звание Героя индонезийской революции было приравнено к высшему почётному званию страны — Национальный герой Индонезии.
Дом, в котором жил и был убит Ахмад Яни, был превращён в музей под названием «Сасмита Лока Ахмад Яни». Именем Яни названы улицы в нескольких городах Индонезии, аэропорт города Семаранга, фрегат ВМС Индонезии (по имени последнего — также тип фрегатов, бывший нидерландский «Ван Спейк»), а также один из университетов Джакарты.
Дочь генерала, Амелия Ахмад Яни (индон. Amelia Achmad Yani), ставшая впоследствии предпринимателем и политиком, написала биографию отца «Ахмад Яни: жертва ради революции» (индон. Achmad Yani: Tumbal Revolusi).

## Награды
Государственные награды Индонезии:
- Орден «Звезда Республики Индонезии» 2-й степени (индон. Bintang Republuk Indonesia Kelas II, 1965)[10][11];
- Орден «Звезда Республики Индонезии» 3-й степени (индон. Bintang Republuk Indonesia Kelas III, 1963)[12]
- Орден «Священная звезда» (индон. Bintang Sakti);
- Орден Партизанской звезды (индон. Bintang Gerilya);
- Орден «8 лет независимости» 1-й и 2-й степени (индон. Bintang Sewindu Kemerdekaan I dan II);
- Медаль «За верную службу» (индон. Satyalancana Kesetiaan);
- Медаль «За службу в военных операциях» 1-й и 6-й степени (индон. Satyalancana Gerakan Operasi Militer I dan VI);
- Медаль «Сапта Марга» (индон. Satyalancana Sapta Marga; за подавление восстания под руководством РПРИ);
- Медаль Западного Ириана (индон. Satyalancana Irian Barat; за освобождение Западного Ириана).

Иностранные государственные награды:
- Орден Югославской Народной Армии с золотой звездой (1958).